# Földi kaktuszpinty
A földi kaktuszpinty (Geospiza scandens) a madarak (Aves) osztályának a verébalakúak (Passeriformes) rendjéhez, ezen belül a tangarafélék (Thraupidae) családjához tartozó faj.

## Rendszerezés
A besorolása vitatott, egyes rendszerezők a sármányfélék (Emberizidae) családjába sorolják.

## Alfajai
- Geospiza scandens abingdoni (P. L. Sclater & Salvin, 1870)
- Geospiza scandens intermedia Ridgway, 1894
- Geospiza scandens rothschildi Heller & Snodgrass, 1901
- Geospiza scandens scandens (Gould, 1837)[2]

## Előfordulása
Az Ecuadorhoz tartozó Galápagos-szigeteken őshonos. A természetes élőhelye szubtrópusi és trópusi száraz erdők lakója.

## Megjelenése
Átlagos testtömege 21,8 gramm. A felnőtt hím tollazata teljesen fekete, míg a tojóé barna és csíkos.

## Életmódja
Tápláléka változik a szezon szerint, a virágzás időszakában nektárral és virágporral táplálkozik, máskor gyümölcsből és magvakból áll tápláléka, az esős időszakban pedig mással is pótolja táplálékát, mint például bogyókkal és hernyókkal.

## Szaporodása
Párzási ideje az esős időszakra esik. Fészkét bokorra vagy kaktuszra építi. Fészekalja általában 3–4 tojásból áll, melyet 12 nap alatt kikölt. A fiókák tápláléka virágporból, rovarokból és nektárból áll, 2 hét után elhagyják a fészket.

## Rokon fajai
A Darwin–pintyek közé tartozik.